# Apoballis javanica
Apoballis javanica är en kallaväxtart som först beskrevs av Adolf Engler, och fick sitt nu gällande namn av S.Y.Wong och Peter Charles Boyce. Apoballis javanica ingår i släktet Apoballis och familjen kallaväxter. Inga underarter finns listade.